# 提防小手
《提防小手》是1982年上映的一部香港警匪片，由洪金寶執導，洪金寶、陳勳奇、劉克宣、彭秀霞、葉德嫻及吳耀漢領銜主演。本片票房收入一千二百萬港元，洪金寶亦憑本片榮獲第2屆香港電影金像獎最佳男演員。

## 劇情
米缸（洪金寶 飾）與煙囪（陳勳奇 飾）以偷竊為業，並有一位師傅金明（劉克宣 飾），三人與金明的女兒Anne（彭秀霞 飾）合作無間，收入可觀，豈料金明中飽私囊，米缸與煙囪始終一無所有。有一天，米缸偶遇凌亞男（葉德嫻 飾），並對凌亞男一見鍾情，後來才得知她竟是女督察。凌亞男要求米缸等人協助她偵查一宗案件，並要求他們盜取鑽石。米缸雖然成功得手，但是不幸被擒。凌亞男於是安排米缸與黑幫在荒島進行交易，意欲將走私集團一網打盡，然而米缸最後發現凌亞男實際是一名走私者……

## 演員
- 洪金寶飾演洪大江（米缸）
- 陳勳奇飾演陳顯通（煙囪）
- 劉克宣飾演金明（師父）
- 彭秀霞飾演Anne
- 葉德嫻飾演凌亞男
- 吳耀漢飾演吳向勤（隊長）

## 電影歌曲

### 主題曲
| 歌名         | 演唱者 | 作曲   | 填詞   | 編曲   |
| 〈提防小手〉 | 彭健新 | 陳勳奇 | 黎彼得 | 盧東尼 |

- 主題曲其後曾改編成1982年香港公仔點心廣告歌。[3]

## 獎項
| 年份 | 頒獎典禮            | 獎項       | 獲提名 | 結果 |
| ---- | ------------------- | ---------- | ------ | ---- |
| 1983 | 第2屆香港電影金像獎 | 最佳男演員 | 洪金寶 | 獲獎 |

## 外部連結
- 香港影庫上《提防小手》的資料（繁體中文）
- 開眼電影網上《提防小手》的資料（繁體中文）
- 豆瓣电影上《提防小手》的資料 （简体中文）
- 时光网上《提防小手》的資料（简体中文）
- AllMovie上《提防小手》的资料（英文）
- 爛番茄上《提防小手》的資料（英文）
- 互联网电影数据库（IMDb）上《提防小手》的资料（英文）